# Spagna ai Giochi della XXII Olimpiade
La Spagna partecipò ai Giochi della XXII Olimpiade, svoltisi a Mosca, Unione Sovietica, dal 19 luglio al 3 agosto 1980, con una delegazione di 155 atleti impegnati in diciotto discipline.

## Medaglie
| Medaglia | Atleta | Sport            | Evento                      |
| -------- | --- | ---------------- | --------------------------- |
| Oro      | Alejandro Abascal Miguel Noguer | Vela             | Flying Dutchman             |
| Argento  | Jorge Llopart | Atletica leggera | Marcia 50 km maschile       |
| Argento  | Juan Amat Jaime Arbós Juan Arbós Javier Cabot Ricardo Cabot Miguel Chaves Juan Coghen Miguel de Paz Francesc Fábregas José Miquel García Rafael Garralda Santiago Malgosa Paulino Monsalve Juan Pellón Carles Roca Jaime Zumalacárregui | Hockey su prato  | Torneo maschile             |
| Argento  | Herminio Menéndez Guillermo del Riego | Canoa/kayak      | K2 500 metri maschile       |
| Bronzo   | David López-Zubero | Nuoto            | 100 metri farfalla maschili |
| Bronzo   | Herminio Menéndez Luis Gregorio Ramos | Canoa/kayak      | K2 1000 metri maschile      |

### Medagliere per discipline
| Sport            | Oro | Argento | Bronzo | Totale |
| ---------------- | --- | ------- | ------ | ------ |
| Vela             | 1   | 0       | 0      | 1      |
| Canoa/kayak      | 0   | 1       | 1      | 2      |
| Atletica leggera | 0   | 1       | 0      | 1      |
| Hockey su prato  | 0   | 1       | 0      | 1      |
| Nuoto            | 0   | 0       | 1      | 1      |
| Totale           | 1   | 3       | 2      | 2      |

## Risultati

### Pallacanestro
- Uomini

| Atleta | Classifica |
| --- | ---------- |
| V · D · M Nazionale spagnola - Pallacanestro ai Giochi della XXII Olimpiade - Torneo maschile 4 Brabender · 5 Llorente · 6 Sibilio · 7 Margall · 8 Flores · 9 Romay · 10 Santillana · 11 Corbalán · 12 Solozábal · 13 de la Cruz · 14 López · 15 Epi · All. Antonio Díaz-Miguel | 4°         |
| Nazionale spagnola - Pallacanestro ai Giochi della XXII Olimpiade - Torneo maschile |            |
| 4 Brabender · 5 Llorente · 6 Sibilio · 7 Margall · 8 Flores · 9 Romay · 10 Santillana · 11 Corbalán · 12 Solozábal · 13 de la Cruz · 14 López · 15 Epi · All. Antonio Díaz-Miguel                                                                                               |            |

### Pallanuoto
| Atleta | Classifica |                   |
| --- | --- | ----------------- |
| V · D · M Nazionale maschile spagnola di pallanuoto · Giochi olimpici - Mosca 1980 Delgado • Ventura • Esteller • Sabriá • Estiarte • Robert • Alonso • Alcázar • Aguilar • Carmona • Franch · CT : - | 4° |                   |
| Nazionale maschile spagnola di pallanuoto · Giochi olimpici - Mosca 1980 | |                   |
| Delgado • Ventura • Esteller • Sabriá • Estiarte • Robert • Alonso • Alcázar • Aguilar • Carmona • Franch · CT: -                                                                                     | Delgado • Ventura • Esteller • Sabriá • Estiarte • Robert • Alonso • Alcázar • Aguilar • Carmona • Franch · CT: - | Spagna (bandiera) |